# Nostima negruzca
Nostima negruzca är en tvåvingeart som beskrevs av James F. Edmiston och Wayne N. Mathis 2005. Nostima negruzca ingår i släktet Nostima och familjen vattenflugor. Inga underarter finns listade i Catalogue of Life.